# 不列颠哥伦比亚电信公司
不列颠哥伦比亚电信公司（中文简称：卑诗电信，英文全称：British Columbia Telephone Company，英文简称：BC Tel），是加拿大不列颠哥伦比亚省的一家电信公司。在其存续期间的多数时期内，该公司是加拿大几个地区垄断企业之一。1985年，加拿大广播电视及通讯委员会决定再次引入长途电话服务市场竞争机制。 1998年，该公司被研科（加拿大一家通信公司）兼并，之后成为加拿大第二大通信公司。

## 历史
1904年，弗农和纳尔逊电话公司接管了原维多利亚和埃斯奎莫尔特电话公司与新威斯敏斯特和布勒内湾电话公司。1904年7月5日，公司更名为“不列颠哥伦比亚电信有限公司”。1916年，按照政府的要求，更名为“不列颠哥伦比亚电信公司”。
1926年12月，西奥多·加里及其所拥有的公司大量购买了加拿大不列颠哥伦比亚电信公司的股份。加里当时还大量持有International Automatic Telephone Company和British Insulated Cables的股份。G·H·哈尔斯先生继续担任不列颠哥伦比亚电信公司董事长兼总经理。1927年7月1日，不列颠哥伦比亚电信公司参加了加拿大第一次海岸对海岸的广播，为加拿大的钻禧庆典提供广播服务。
1929年4月1日，不列颠哥伦比亚电信公司新成立的子公司西北电话公司获得了牌照。这家公司的成立是为了实验性无线通信网络，用于在难以大规模安装有线通信网络的地区提供服务。第一条实验线路是连接坎贝尔河市到鲍威尔河市的跨海无线通信线路，横跨约80公里的海面。
1935年1月21日星期一清晨，破纪录的风暴所带来的暴雨、雨夹雪、冰雹、冻雨严重破坏了该公司所属的通信设施。菲沙河谷地区有1500根电线杆和约1127公里长的通信线路被破坏。维多利亚市有1800部电话无法使用。横跨加拿大的收费线路直到1935年2月10日才恢复运营。1939年5月29日皇家访问期间，第一批现场照片通过有线通信服务从温哥华向外传送。
1955年，西奥多·加里公司被美国康涅狄格州斯坦福的GTE公司合并后，GTE公司拥有不列颠哥伦比亚电信公司50.2%的股份。1961年1月1日，“西北电话公司”正式并入不列颠哥伦比亚电信公司。1979年，BC电话公司收购了加拿大自动化电子设备公司，并更名为AEL Microtel公司。不久之后，这个名字被缩短为Microtel。不列颠哥伦比亚电信公司于1985年成立手机通信部门，以进入新兴起的手机通信领域。1993年5月1日，BC电话公司改组为控股公司。
1999年，并入研科。

## 并入研科
加拿大于20世纪90年代加大了通信业市场化程度，再加上手机的竞争，彻底改变了市场环境。1999年，不列颠哥伦比亚电信公司与位于阿尔伯塔省的研科合并。合并后的公司成为加拿大第二大通信公司，仅次于加拿大贝尔公司。合并早期的名称为“BCT.Telus”（中文：“卑诗—研科电信”），并开始为合并后的公司征集新名称。之后不久，公司决定保留“研科”原名，但将公司总部搬到原不列颠哥伦比亚电信公司位于加拿大不列颠哥伦比亚省本拿比的总部。

## 扩展阅读
- 研科

## 外部連結
研科官网对不列颠哥伦比亚电信公司的介绍